# Liste der höchsten Fernseh- und Fernmeldetürme in der Schweiz
Die Liste der höchsten Fernseh- und Fernmeldetürme in der Schweiz führt alle Fernseh- und Fernmeldetürme in der Schweiz ab einer Gesamthöhe von 80 Metern auf. In der Liste werden nur freitragende Stahlbeton- oder Stahlfachwerktürme geführt.
Im internationalen Vergleich der höchsten Fernseh- und Fernmeldetürme sind die Schweizer Türme eher niedrig. Nur fünf von ihnen sind für den öffentlichen Publikumsverkehr vorgesehen und die Aussichtsplattformen sind mehrheitlich nur über Treppen zugänglich. Die für den Publikumsverkehr zugänglichen Türme haben kein Drehrestaurant. Die in der Schweiz höchste öffentlich zugängliche Plattform dieser Bauwerke bietet der Fernsehturm Mont Pèlerin in 64 Metern Höhe. Aufgrund der gebirgigen Topografie des Landes sind die meisten Türme auf exponierten Bergrücken oder -gipfeln errichtet worden. Betreiber der meisten Turmbauwerke und ihrer Anlagen ist seit 2002 die Swisscom Broadcast AG. Zur Aufrechterhaltung des Sendenetzes in der gesamten Schweiz verfügt das Unternehmen über 500 Sendestandorte mit 2000 Sendeanlagen. Etwas über 120 Mitarbeiter arbeiten direkt in den Sendetürmen.

## Liste
Legende der Tabelle:
- Rang: Rang, aufsteigend nach der Gesamthöhe sortiert
- Höhe: Gesamthöhe des Turmes in Meter
- Name: Bezeichnung des Turmes
- Ort: Ort, in dem der Turm steht
- Kanton: Kanton, in dem der Turm steht
- Bauart: Bauart unter Verwendung des Materials
- Jahr: Jahr der Fertigstellung
- Schaft: gibt die Schafthöhe ohne den Antennenmast an
- Pflattformhöhe: Angabe der Plattformhöhe
- Verwendung: gibt den Verwendungszweck des Turmbauwerks an

### Bestehende Bauwerke
| Rang | Höhe (m)  | Name                         | Ort                  | Kanton | Bauart                   | Jahr | Schaft (m) | Plattform- höhe (m) | Verwendung                            | Foto |
| ---- | --------- | ---------------------------- | -------------------- | ------ | ------------------------ | ---- | ---------- | ------------------- | ------------------------------------- | ---- |
| 01   | .00250.57 | Fernsehturm St. Chrischona   | Bettingen            | BS     | Stahlbetonturm           | 1983 | .0152.2    | .00137.40           | Funk-, Fernseh- und Wasserturm        |      |
| 02   | 217       | Blosenbergturm               | Beromünster          | LU     | Stahlfachwerkturm        | 1937 | –          | 150                 | Mittelwellensender                    |      |
| 03   | .0192.2   | Sendeturm Bern-Bantiger      | Bantiger             | BE     | Stahlbetonturm           | 1997 | .0060.9    | .0042.2             | Funk- und Aussichtsturm               |      |
| 04   | .0186.7   | Fernsehturm Uetliberg        | Uetliberg            | ZH     | Stahlbetonturm           | 1990 | .0055.2    | .0046.4             | Funk- und Fernsehturm                 |      |
| 05   | 145       | Sendeturm Geissberg (Aargau) | Geissberg            | AG     | Stahlfachwerkturm        | 1993 | –          | –                   | Funkturm                              |      |
| 06   | 135       | Funkturm Monte Ceneri        | Monte Ceneri         | TI     | Stahlfachwerkturm        | 1933 | –          | –                   | Rundfunkturm                          |      |
| 07   | 130       | Brühlbergturm                | Winterthur           | ZH     | Stahlbetonturm           | 1994 | –          | 034                 | Fernseh- und Aussichtsturm            |      |
| 08   | 125       | Reservesendeturm Sottens     | Sottens              | VD     | Stahlfachwerkturm        | 1931 | –          | –                   | Mittelwellensender                    |      |
| 09   | .0123.5   | Sender Säntis                | Säntis               | SG     | Stahlbetonturm           | 1997 | –          | –                   | Rundfunk- und Fernsehturm             |      |
| 10   | .0122.6   | Fernsehturm Mont Pèlerin     | Mont Pèlerin         | VD     | Stahlbetonturm           | 1974 | 065        | .0064.3             | Rundfunk-, Fernseh- und Aussichtsturm |      |
| 11   | 120       | Sender Valzeina              | Valzeina             | GR     | Stahlfachwerkturm        |      | −          | −                   | Rundfunkturm                          |      |
| 12   | .0118.7   | Sendeturm Gibloux            | Gibloux              | FR     | Stahlbetonturm           | 1993 | 062        | 037                 | Rundfunk- und Fernsehturm             |      |
| 13   | 114       | Sendeanlage Nods Chasseral   | Chasseral            | BE     | Beton/ Stahlfachwerkturm | 1978 | 038        | –                   | Rundfunk- und Fernsehturm             |      |
| 14   | 112       | Sender La Dôle               | La Dôle              | VD     | Stahlfachwerkturm        | 1958 | –          | –                   | Rundfunk- und Fernsehturm             |      |
| 15   | 112       | Sendeturm Wasserflue         | Wasserflue           | AG     | Stahlfachwerkturm        |      | –          | –                   | Rundfunk- und Fernsehturm             |      |
| 16   | .0110.6   | Sender Engelberg             | Engelberg            | SO     | Stahlfachwerk- bauweise  | 1974 | –          |                     | Rundfunk und Fernsehturm              |      |
| 17   | 097       | Sender Feschel               | Guttet-Feschel       | VS     | Stahlbetonturm           | 1980 | –          | –                   | Rundfunk- und Fernsehturm             |      |
| 18   | 096       | Sender Rigi                  | Rigi                 | SZ     | Stahlbetonturm           | 1958 | –          | 006                 | Rundfunk, Fernseh- und Aussichtsturm  |      |
| 19   | 096       | Sendeturm Cholfirst          | Cholfirst            | ZH     | Stahlfachwerkturm        | 1973 | –          | 042                 | Rundfunk, Fernseh- und Aussichtsturm  |      |
| 20   | 095       | Ulmizbergturm                | Ulmitzberg           | BE     | Stahlfachwerkturm        | 1974 | –          | 013.5               | Rundfunk, Fernseh- und Aussichtsturm  |      |
| 21   | 090       | MZA Celerina                 | Celerina/ Schlarigna | GR     | Stahlfachwerkturm        | 1973 | –          |                     | Rundfunk- und Fernsehturm             |      |
| 22   | 080       | Sender Monte San Salvatore   | Monte San Salvatore  | TI     | Stahlfachwerkturm        | 1957 | –          |                     | Rundfunkturm                          |      |
| 23   | 080       | Sendeturm Les Ordons         | Les Ordons           | JU     | Stahlfachwerkturm        |      | –          |                     | Rundfunk- und Fernsehturm             |      |

### Nicht mehr bestehende Bauwerke
| Rang | Höhe (m) | Name                                     | Ort         | Kanton | Bauart            | Jahr | Schaft (m) | Plattform- höhe (m) | Verwendung         | Foto |
| ---- | -------- | ---------------------------------------- | ----------- | ------ | ----------------- | ---- | ---------- | ------------------- | ------------------ | ---- |
| 1    | 188      | Landessender Sottens                     | Sottens     | VD     | Stahlfachwerkturm | 1989 | –          | –                   | Mittelwellensender |      |
| 2    | 125      | Zeitzeichensender Prangins I u. II (HGB) | Prangins    | VD     | Stahlfachwerkturm | 1928 | –          | –                   | Zeitzeichensender  |      |
| 2    | 125      | Reservesendeturm Beromünster             | Beromünster | LU     | Stahlfachwerkturm | 1931 | 120        | –                   | Mittelwellensender |      |